# Nocedicocco - Il piccolo drago
Nocedicocco - Il piccolo drago (Der kleine Drache Kokosnuss) è un film d'animazione del 2014, diretto da Hubert Weiland e Nina Wels.

## Trama
Il piccolo drago Nocedicocco vive sull'Isola dei Draghi insieme ai suoi due amici, Oscar e Matilda; ognuno di essi presenta tuttavia una differenza dagli altri abitanti del luogo: il primo infatti non sa volare, Oscar è vegetariano e Matilda è un porcospino. In seguito al furto dell'erba di fuoco, elemento raro ed essenziale per il genere dei draghi, il gruppo decide di mettersene alla ricerca; sebbene quasi nessuno avesse riposto in loro fiducia, i tre riescono infine nell'impresa.

## Distribuzione
Nocedicocco - Il piccolo drago è stato distribuito in Germania a partire dal 18 dicembre 2014, mentre in Italia dal 1º giugno 2017 mediante Notorious Pictures; in quest'ultimo paese la pellicola ha incassato 337.000 euro, dopo cinque settimane di programmazione.